# Бетховен 3
Бетховен 3 (англ. Beethoven’s 3rd) — американская комедия 2000 года и третья часть в серии фильмов о Бетховене. Это первый фильм из серии, выпущенный исключительно на ТВ и DVD. Также фильм получил возрастной рейтинг G. В фильме сыграли такие актёры, как: Джадж Рейнхольд в роли младшего брата Джорджа Ньютона Ричарда (впервые упомянутого в оригинальном фильме), Джулия Суини в роли жены Ричарда Бет, Джо Пихлер в роли сына Ричарда Бреннана и Микаэла Галло в роли дочери Ричарда Сары. Сиквел, под названием "Бетховен 4" вышел спустя год, в 2001 году.
Фильм получил в основном негативные отзывы от критиков и зрителей.

## Сюжет
Ричард Ньютон, брат Джорджа, готовится к путешествию из Денвера на встречу семьи Ньютонов в Калифорнии со своей женой Бет и детьми Сарой и Бреннаном. Он планирует отпуск на основе памятной семейной поездки из своего детства в 1967 году и арендует по этому случаю большой современный «Дом на колесах». Перед отъездом семья получает от Джорджа клетку с Бетховеном, которую семья Ричарда должна доставить в Калифорнию, поскольку владельцы Бетховена застряли в Европе. Бет и Бреннан не одобряют план, и Бет убеждает Ричарда оставить Бетховена в собачьем питомнике, пока Джордж не сможет его забрать.
Тем временем преступники-хакеры Томми и Уильям посещают видеомагазин в попытке купить DVD с фильмом «Самый шаткий пистолет в мире». Запад, предварительно спрятав украденные компьютерные коды на нем для неизвестной стороны, только чтобы узнать, что Ричард уже купил его для поездки. Определив адрес Ричарда, Томми и Уильям едут в дом и шпионят за ними; их неуклюжие выходки привлекают внимание Бетховена до того, как семья Ньютонов уезжает с ним. Бетховена высадили в питомнике, но после того, как он заметил, что Томми и Уильям преследуют Ньютонов, он убегает и прячется в фургоне, когда транспортное средство ненадолго останавливается. Позже Ричард обнаруживает Бетховена, когда семья достигает своего первого пункта назначения, и Бет неохотно соглашается взять его с собой на следующую часть поездки.
Поездка страдает от нескольких неудач, в которых Бетховен вызывает проблемы Ньютонов и вынуждает Ричарда платить за любые случаи ущерба, причиненного сенбернаром. Без их ведома, все неудачи были начаты постоянными попытками Томми и Уильяма украсть DVD, причем Бетховен нанес ущерб в процессе защиты Ньютонов. Между тем, Бреннан начинает сближаться с Бетховеном после того, как Бетховен позволяет ему общаться с девушкой, которая использует тот же маршрут путешествия, что и он. Во время одной из остановок Уильям разбивает лобовое стекло фургона кирпичом, пока Ньютоны отсутствуют, причём ответственность за повреждение возлагается на Бетховена. Наконец, Ричард огрызается и признает, что его детское путешествие было на самом деле ужасным, но он хвалил его, пытаясь забыть, насколько оно ужасно. Во время ночевки в отеле Сара решает переспать с Бетховеном в фургоне. На следующий день Томми и Уильям, в этот момент психически неуравновешенные из-за встреч с Бетховеном, врываются в фургон и крадут его, пока Бетховен и Сара все ещё внутри. Бреннан видит это, предупреждает Ричарда и Бет о присутствии Томми и Уильяма, которые затем вызывают копов, когда Ричард прыгает в полицейскую машину с офицером, который следует за Томми и Уильямом. Во время хаоса Уильям случайно нокаутирует себя самодельным транквилизатором, разработанным для Бетховена. Томми подчиняет Бетховена и пытается схватить Сару, но Сара успешно приказывает Бетховену сесть на кнопку аварийного тормоза . Это останавливает все ещё движущийся фургон, и Томми вылетает из разбитого лобового стекла . После этого Сара воссоединяется с остальными Ньютонами, Томми и Уильям оба арестованы, а DVD с компьютерным кодом конфискован. Бет признает, что ошибалась насчет Бетховена и поняла, что он действительно все время защищал семью.
Ньютоны прибывают на воссоединение семьи, разочарованные перспективой вернуть Бетховена Джорджу. Они узнают от дяди Морри Ричарда, что Джордж и его семья не будут присутствовать на встрече из-за неожиданных проблем в бизнесе в Братиславе, а это значит, что они должны следить за Бетховеном в течение целого года, а Джордж пообещал заплатить. для всего. Затем, к отчаянию Бет, Морри велит Ньютонам взять с собой ещё двух сенбернаров, когда они вернутся домой.

## В ролях
- Джадж Рейнхольд — Ричард Ньютон
- Джулия Суини — Бет Ньютон
- Джо Пихлер — Бреннан Ньютон
- Михаэла Галло — Сара Ньютон
- Майк Чикколини — Томми
- Джейми Марш — Билл
- Даниэль Китон — Пенни
- Фрэнк Горшин — Морри Ньютон
- Холли Митчелл — сотрудница питомника

## Критика
Бетховен 3 получил в основном негативные отзывы от критиков и зрителей из-за перегруженного сюжета и замену персонажей. На Rotten Tomatoes фильм получил уникальную оценку в 0 % одобрения на основании 7 отзывов критиков. На iMDb третья часть получила 4.2 балла из 10.